# Provincia de Fernando Poo
Fernando Poo fue una provincia española en África (1959-1968), situada en la Guinea española durante la era colonial. Su capital fue la ciudad de Santa Isabel de Fernando Poo (la actual Malabo), donde tenía su sede la Diputación Provincial de Fernando Poo.

## Geografía
Tenía una superficie de 2034 km² y comprendía las islas de Fernando Poo (2017 km²) y Annobón (17 km²).

## Historia

Escudo de la ciudad de Santa Isabel, actual Malabo, capital de la isla y provincia de Fernando Poo (antigua Guinea Española).

En torno al año 1472, el explorador portugués Fernão do Pó explora la isla (actualmente llamada Bioko), que pasará a llevar su nombre.
La isla perteneció a Portugal hasta 1778, en que fue cedida a España tras el tratado de San Ildefonso (1777).
En 1956 los territorios españoles del golfo de Guinea pasan a ser provincia española.
En 1959, por la ley 46/59 de 30 de julio, la Provincia Española del Golfo de Guinea, se convierte en dos provincias españolas: Fernando Poo y Río Muni. Las primeras elecciones locales se celebraron ese mismo año, y se eligieron los primeros procuradores guineanos en las Cortes Españolas.
El 1 de septiembre de 1960 quedó constituida en la ciudad de Santa Isabel de Fernando Poo la Diputación Provincial de Fernando Poo cuyo primer (pero no único) gobernador fue Alzina de Bochi.
El 9 de agosto de 1963 el consejo de Ministros celebrado bajo la presidencia de Francisco Franco resuelve conceder autonomía económico-administrativa a las provincias españolas del Golfo de Guinea. El 15 de diciembre se aprueba el referéndum en Guinea sobre el Proyecto de Autonomía por el que la Guinea Española pasa a tomar el nombre de Guinea Ecuatorial y tras el que, por decreto de 3 de julio de 1964 se concede autonomía a las provincias; su administración constaba de un consejo de Gobierno, compuesto de ocho consejeros y un Presidente, una Asamblea Legislativa, dos Diputaciones Provinciales y dos Gobiernos Civiles con una máxima duración de cuatro años. El máximo representante del gobierno español, Pedro Latorre Alcubierre, que antes era el Gobernador General pasó a ser Comisario General y fue la última alta autoridad colonial en Guinea.
El 3 de octubre de 1967 fue elegido procurador en la Cortes Españolas en representación de la Diputación su presidente Enrique Gori Molubela.

## Administración

### Nacionalidad española
Todos los habitantes nativos de esta provincia recibían el Documento Nacional de Identidad (DNI) y el pasaporte español, junto con el libro de familia, y todos los documentos correspondientes.

### Matriculación de vehículos
El prefijo de la matrícula de la provincia era FP, establecido mediante la Orden de 20 de junio de 1961, que fue anulada por Orden de 17 de marzo de 1969. Anteriormente el prefijo fue TEG (Territorios Españoles del Golfo de Guinea), establecido mediante la orden de 30 de septiembre de 1929, territorios que se dividieron en dos provincias por Ley de 29 de julio de 1959.